# Franz Seraph von Kohlbrenner

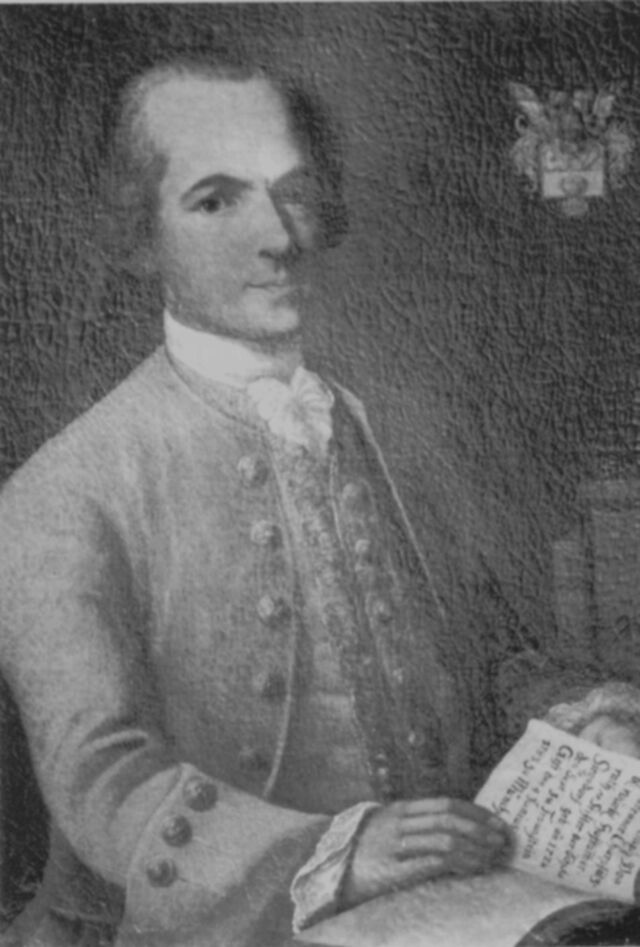
Franz Seraph von Kohlbrenner, zeitgenössisches Gemälde.

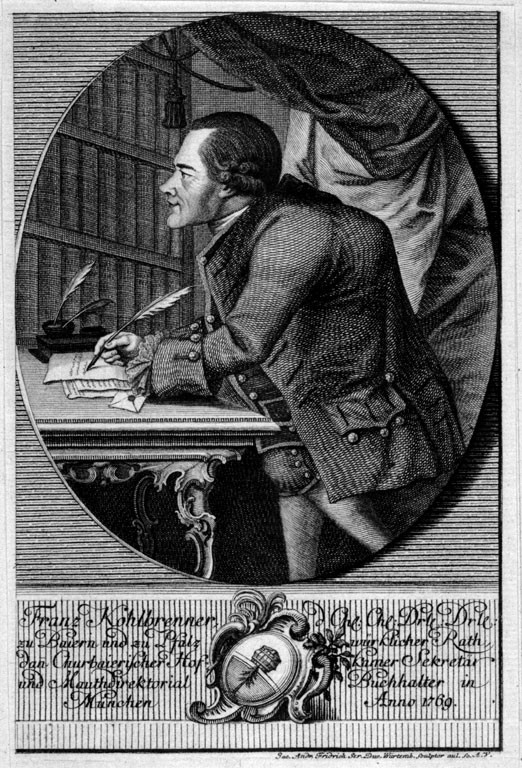
Franz Seraph von Kohlbrenner, Stich von 1769

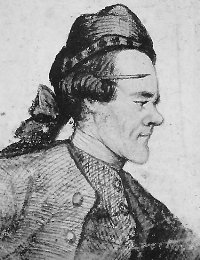
Franz Seraph von Kohlbrenner, zeitgenössische Zeichnung.

Johann Franz Seraph von Kohlbrenner (* 17. Oktober 1728 in Traunstein; † 6. Juni 1783 in München) war als Polyhistor ein Wegbereiter der Aufklärung in Bayern und als Herausgeber des Churbaierischen Intelligenzblattes Förderer des Pressewesens im 18. Jahrhundert. Bekannt blieb er bis heute hauptsächlich wegen seiner weit verbreiteten Kirchenlieddichtungen.

## Leben
Kohlbrenner war der Sohn des Salinenarbeiters Rupert Kohlbrenner. Seit einem Unfall 1732 war Kohlbrenner körperlich behindert. Nach dem Besuch der örtlichen Volksschule musste er sich seinen Lebensunterhalt als Schreibergehilfe in der Salinenverwaltung verdienen. Da er bald durch Fleiß und Intelligenz auffiel, avancierte er zum Schreiber und Vorsteher eines Salinenarchivs.
Mit 25 Jahren berief Kurfürst Maximilian III. Kohlbrenner nach München und beauftragte ihn mit einer umfassenden Revision der Registratur der Hofkammer. In den Jahren 1757 bis 1761 hielt sich Kohlbrenner meistenteils in Tirol auf, um Verträge für Holzlieferungen abzuschließen. Parallel dazu überwachte er auch den Bau der dafür notwendigen Holzdriften.
Auf Wunsch seines Dienstherrn richtete Kohlbrenner 1762 in Lechhausen für das kurfürstliche Aerarium einen Holzgarten ein. Zwei Jahre später schuf er eine geografische Mautkarte von Bayern. Kohlbrenner war vielseitig interessiert und bestrebt, den verkrusteten Geist seiner Zeit aufzubrechen. Er kümmerte sich um Probleme des Schulwesens, der Landwirtschaft, den Gesang in der Kirche, Neuerungen technischer, hygienischer oder medizinischer Art und diskutierte auch in künstlerischen Fragen mit.
Da zu seiner Zeit in den wissenschaftlichen und kirchlichen Kreisen vorwiegend Latein gesprochen wurde, galt eine seiner Bestrebungen der Förderung der deutschen Sprache. 1766 gab er das Intelligenzblatt der Churbaierischen Lande heraus, in dem er Anliegen in der Öffentlichkeit verbreitete und Missstände aufspießte. Als Autodidakt schaffte er es überzeugend, seine Texte fließend und verständlich zu schreiben. 1773 wurde Kohlbrenner seiner Verdienste wegen zum Kommerzienrat befördert.
Zusammen mit dem Ordenspriester und Komponisten Norbert Hauner veröffentlichte er 1777 in Landshut sein Gesangbuch Der heilige Gesang zum Gottesdienste in der römisch-katholischen Kirche. Erster Theil, das die liturgischen Gesänge in deutscher Sprache verbreitete. Der Gottesdienst ist hier erstmals als Betsingmesse der Gläubigen konzipiert, in der lateinische und deutsche Gesänge einander abwechselten. Diese Neuerung stieß in der Folgezeit auf ein sehr hohes Interesse in weiteren Bistümern. Der gerade in München weilende Papst Pius VI. beglückwünschte Kohlbrenner am 30. April 1782 persönlich zu seiner Kirchenliedersammlung und empfahl deren Verbreitung. 1783 erschien in Salzburg der zweite Teil des Werkes. Die Liedtexte der beiden Bücher sind großteils von Franz Seraph Kohlbrenner persönlich gedichtet und belegen bei aller zeitbedingten Aufklärungsbegeisterung seine tiefe, innerliche Frömmigkeit. Michael Haydn vertonte eine Reihe von diesen Liedern 1795 als Deutsches Hochamt.
Einer jener Liedtexte lautet beispielsweise:

„Sieh, Vater! von dem höchsten Throne, sieh gnädig her auf den Altar! Wir bringen dir in deinem Sohne ein wohlgefällig Opfer dar. Wir flehn durch ihn, wir deine Kinder! und stellen dir sein Leiden vor: er starb aus Liebe für uns Sünder; noch hebt er’s Kreuz für uns empor.“

„Er hat für uns sich dargegeben, für alle Menschen insgesamt. Beym Vater, daß wir ewig leben, vertritt er jetzt das Mittleramt. O JEsu! höre unsre Bitte, steh unsrer Schwachheit immer bey, auf daß dein Leiden, deine Güte an uns niemal verloren sey.“

Kurfürst Karl Theodor erhob Kohlbrenner mit Wirkung vom 26. Juni 1778 in den Reichsritterstand.
Im Alter von 54 Jahren starb Franz Seraph von Kohlbrenner am 6. Juni 1783 in München. Seine letzte Ruhestätte fand er auf dem Friedhof Unserer Lieben Frau zu St. Salvator. Nach der Aufhebung des Friedhofs kam sein Grabstein in die Münchner Frauenkirche und war dort bis zu seiner Zerstörung im Zweiten Weltkrieg am Ecce-Homo-Altar zu sehen. Der charakterisierende Grabspruch lautete:

„Er war ein bürgerlicher Schriftsteller, ein thätiger Bürger; eine seltne Kühnheit im Unternehmen und eine nie besiegte Standhaftigkeit im Ausführen zeichneten ihn bey seinen Zeitgenossen aus.“

Seine Interessenvielfalt wurde manchen Zeitgenossen unbequem. Von den einen beneidet, wurde Kohlbrenner von anderen angefeindet, gar verleumdet. Mit dem Historiker Lorenz von Westenrieder war er eng befreundet. Nach dessen Biografie blieb Kohlbrenner zeitlebens unverheiratet und galt manchen als „Sonderling“.
Franz Seraph von Kohlbrenner ist heute hauptsächlich noch durch seine Kirchenlieder bekannt, von denen mehrere – in überarbeiteten Fassungen – in den deutschsprachigen katholischen Bistümern zum vielgesungenen Repertoire gehören und auch in Diözesanteile des Gotteslob von 2013 übernommen wurden, darunter Das Grab ist leer, der Held erwacht.
Seine Geburtsstadt hat eine Mittelschule nach ihm benannt.
Die Maler Martin Kohlbrenner und Johann Kohlbrenner waren entfernte Verwandte.

## Mitgliedschaften
- 1772 Fürstliche Gesellschaft zu Anhalt-Bernburg
- 1773 k.k. Akademie zu Roveredo
- 1774 Ökonomische Gesellschaft in Diespa in der Lausitz
- 1778 Institut der Moral und der schönen Wissenschaften in Erlangen

## Werke (in Auswahl)
- Der baierische und pfälzische Landmann in der verbessernden Landwirthschaft. München 1769 (urn:nbn:de:bvb:12-bsb10375852-1).
- Geographische Mauth-Charte von Baiern. Augsburg 1764 (urn:nbn:de:bvb:12-bsb00002290-8).
- Der heilige Gesang zum Gottesdienste in der römisch-katholischen Kirche. Landshut 1777 (urn:nbn:de:bvb:12-bsb11161747-7). Die darin enthaltenen deutschen Messlieder wurden vielfach in Musik gesetzt, u. a. von Michael Haydn, Norbert Hauner und Joseph Baader.
- Materialien für die Sittenlehre, Litteratur, Landwirthschaft, zur Kenntnis der Producte, und für die Geschichte alt und neuer Zeiten. München 1774.